# Rekordy kosmonautů
Následující tabulky uvádějí rekordy týkající se kosmonautů – vývoj rekordu v celkové délce pobytu v kosmu, pořadí nejdelších letů, vývoj rekordu v počtu letů absolvovaných jedním kosmonautem a vývoj rekordu v počtu lidí současně pobývajících ve vesmíru. Aktualizace je provedena k 1. srpnu 2025.

## Vývoj rekordu v celkové délce pobytu v kosmu
Následující přehled zobrazuje vývoj světového rekordu v počtu dní strávených v kosmickém prostoru. Sčítají se dny za všechny lety kosmonauta v jeho životě v den posledního přistání na Zemi. Zeleně je vyznačen kosmonaut v současnosti pobývající ve vesmíru. 
|       | Příjmení           | Stát  | Dní v kosmu | Den zápisu         | Poznámka                                                                                |
| ----- | ------------------ | ----- | ----------- | ------------------ | --------------------------------------------------------------------------------------- |
| 1     | Jurij Gagarin      | SSSR  | 0           | 12. dubna 1961     | Vostok 1                                                                                |
| 2     | German Titov       | SSSR  | 1           | 8. srpna 1961      | Vostok 2                                                                                |
| 3     | Andrijan Nikolajev | SSSR  | 3           | 15. srpna 1962     | Vostok 3                                                                                |
| 4     | Valerij Bykovskij  | SSSR  | 5           | 19. června 1963    | Vostok 5                                                                                |
| 5     | Leroy Cooper       | USA   | 9'          | 29. srpna 1965     | Mercury 9, Gemini 5                                                                     |
| 6     | Charles Conrad     | USA   | 10          | 15. září 1966      | Gemini 5, Gemini 11                                                                     |
| 7     | Jim Lovell         | USA   | 17          | 15. listopadu 1966 | Gemini 7, Gemini 12                                                                     |
| 8     | Jim Lovell         | USA   | 23          | 27. prosince 1968  | Gemini 7, Gemini 12, Apollo 8                                                           |
| 9     | Jim Lovell         | USA   | 29          | 17. dubna 1970     | Gemini 7, Gemini 12, Apollo 8, Apollo 13                                                |
| 10    | Charles Conrad     | USA   | 49          | 22. června 1973    | Gemini 5, Gemini 11, Apollo 12, Skylab 2/Skylab                                         |
| 11    | Alan Bean          | USA   | 69          | 25. září 1973      | Apollo 12, Skylab 3/Skylab                                                              |
| 12–14 | Gerald Carr        | USA   | 84          | 8. února 1974      | Skylab 4/Skylab                                                                         |
| 12–14 | William Pogue      | USA   | 84          | 8. února 1974      | Skylab 4/Skylab                                                                         |
| 12–14 | Edward Gibson      | USA   | 84          | 8. února 1974      | Skylab 4/Skylab                                                                         |
| 15    | Valerij Rjumin     | SSSR  | 179         | 19. srpna 1979     | Sojuz 25, Sojuz 32/Saljut 6/Sojuz 34                                                    |
| 16    | Valerij Rjumin     | SSSR  | 361         | 11. října 1980     | Sojuz 25, Sojuz 32/Saljut 6/Sojuz 34, Sojuz 35/Saljut 6/Sojuz 37                        |
| 17    | Jurij Romaněnko    | SSSR  | 430         | 29. prosince 1987  | Sojuz 26/Saljut 6/Sojuz 27, Sojuz 38/Saljut 6, TM-2/Mir/TM-3                            |
| 18    | Musa Manarov       | SSSR  | 540         | 26. května 1991    | Sojuz TM-4/Mir/TM-6, TM-11/Mir                                                          |
| 19    | Valerij Poljakov   | Rusko | 678         | 22. března 1995    | Sojuz TM6/Mir/TM-7, TM-18/Mir/TM-20                                                     |
| 20    | Sergej Avdějev     | Rusko | 748         | 28. srpna 1999     | Sojuz TM-15/Mir, TM-22/Mir, TM-28/Mir/TM-29                                             |
| 21    | Sergej Krikaljov   | Rusko | 803         | 11. října 2005     | Sojuz TM-7/Mir, TM-12/Mir/TM-13, STS-60, STS-88/ISS, TM-31/ISS/STS-102, Sojuz TMA-6/ISS |
| 22    | Gennadij Padalka   | Rusko | 878         | 12. září 2015      | Sojuz TM-28/Mir, TMA-4/ISS, TMA-14/ISS, TMA-04M/ISS, TMA-16M/ISS                        |
| 23    | Oleg Kononěnko     | Rusko | 1 111       | 23. září 2024      | Sojuz TMA-12/ISS, TMA-03M/ISS, TMA-17M/ISS, MS-11/ISS, MS-24/ISS/MS-25                  |

## Nejdelší let
V tomto přehledu je dvacet nejdelších jednotlivých letů kosmonautů ve vesmíru. Pokud některý z letů v současnosti pokračuje, je vyznačen zeleně.
|       | Jméno              | Stát       | Délka letu                   | Den přistání      | Start/stanice/přistání          |
| ----- | ------------------ | ---------- | ---------------------------- | ----------------- | ------------------------------- |
| 1     | Valerij Poljakov   | Rusko      | 437 dní, 17 hodin, 58 minut  | 22. března 1995   | Sojuz TM-18/Mir/Sojuz TM-20     |
| 2     | Sergej Avdějev     | Rusko      | 379 dní, 14 hodin, 52 minut  | 28. srpna 1999    | Sojuz TM-28/Mir/Sojuz TM-29     |
| 3–4   | Oleg Kononěnko     | Rusko      | 373 dní, 20 hodin, 14 minut  | 23. září 2024     | Sojuz MS-24/ISS/Sojuz MS-25     |
| 3–4   | Nikolaj Čub        | Rusko      | 373 dní, 20 hodin, 14 minut  | 23. září 2024     | Sojuz MS-24/ISS/Sojuz MS-25     |
| 5–7   | Sergej Prokopjev   | Rusko      | 370 dní, 21 hodin a 22 minut | 27. září 2023     | Sojuz MS-22/ISS/Sojuz MS-23     |
| 5–7   | Dmitrij Petělin    | Rusko      | 370 dní, 21 hodin a 22 minut | 27. září 2023     | Sojuz MS-22/ISS/Sojuz MS-23     |
| 5–7   | Francisco Rubio    | USA        | 370 dní, 21 hodin a 22 minut | 27. září 2023     | Sojuz MS-22/ISS/Sojuz MS-23     |
| 8–9   | Vladimir Titov     | SSSR       | 365 dní, 22 hodin, 39 minut  | 21. prosince 1988 | Sojuz TM-4/Mir/Sojuz TM-6       |
| 8–9   | Musa Manarov       | SSSR       | 365 dní, 22 hodin, 39 minut  | 21. prosince 1988 | Sojuz TM-4/Mir/Sojuz TM-6       |
| 10–11 | Pjotr Dubrov       | Rusko      | 355 dní, 3 hodiny a 46 minut | 30. března 2022   | Sojuz MS-18/ISS/Sojuz MS-19     |
| 10–11 | Mark Vande Hei     | USA        | 355 dní, 3 hodiny a 46 minut | 30. března 2022   | Sojuz MS-18/ISS/Sojuz MS-19     |
| 12–13 | Michail Kornijenko | Rusko      | 340 dní, 8 hodin, 43 minut   | 2. března 2016    | Sojuz TMA-16M/ISS/Sojuz TMA-18M |
| 12–13 | Scott Kelly        | USA        | 340 dní, 8 hodin, 43 minut   | 2. března 2016    | Sojuz TMA-16M/ISS/Sojuz TMA-18M |
| 14    | Christina Kochová  | USA        | 328 dní, 13 hodin, 59 minut  | 6. února 2020     | Sojuz MS-12/ISS/Sojuz MS-13     |
| 15    | Jurij Romaněnko    | SSSR       | 326 dní, 11 hodin, 38 minut  | 29. prosince 1987 | Sojuz TM-2/Mir/Sojuz TM-3       |
| 16    | Sergej Krikaljov   | SSSR/Rusko | 311 dní, 20 hodin, 1 minuta  | 25. března 1992   | Sojuz TM-12/Mir/Sojuz TM-13     |
| 17    | Peggy Whitsonová   | USA        | 289 dní, 5 hodin, 2 minuty   | 3. září 2017      | Sojuz MS-03/ISS/Sojuz MS-03     |
| 18–19 | Barry Wilmore      | USA        | 286 dní, 7 hodin a 5 minut   | 18. března 2025   | Boeing CFT/ISS/SpaceX Crew-9    |
| 18–19 | Sunita Williamsová | USA        | 286 dní, 7 hodin a 5 minut   | 18. března 2025   | Boeing CFT/ISS/SpaceX Crew-9    |
| 20    | Andrew Morgan      | USA        | 271 dní, 12 hodin, 48 minut  | 17. dubna 2020    | Sojuz MS-13/ISS/Sojuz MS-15     |

## Vývoj rekordu v počtu letů absolvovaných jedním kosmonautem
Tabulka uvádí, který ze 638 kosmonautů a astronautů jako první v historii dosáhl uvedeného počtu absolvovaných letů a stal se tak držitelem rekordu, a kolik kosmonautů od té doby dosáhlo stejného počtu letů (držitel rekordu mezi nimi již nemusí být, pokud po vytvoření rekordu absolvoval ještě další lety):
|   | Jméno         | Stát | Let       | Den startu         | Počet osob |
| - | ------------- | ---- | --------- | ------------------ | ---------- |
| 1 | Jurij Gagarin | SSSR | Vostok 1  | 12. dubna 1961     | 253        |
| 2 | Gordon Cooper | USA  | Gemini 5  | 21. srpna 1965     | 165        |
| 3 | Wally Schirra | USA  | Apollo 7  | 11. října 1968     | 111        |
| 4 | James Lovell  | USA  | Apollo 13 | 11. dubna 1970     | 71         |
| 5 | John Young    | USA  | STS-1     | 12. dubna 1981     | 28         |
| 6 | John Young    | USA  | STS-9     | 28. listopadu 1983 | 8          |
| 7 | Jerry Ross    | USA  | STS-110   | 8. dubna 2002      | 2          |

## Vývoj rekordu v počtu lidí současně pobývajících ve vesmíru
Tabulka shrnuje, jak se vyvíjel rekord v počtu lidí, kteří současně pobývali ve vesmíru, a to i na navzájem nesouvisejících misích; v posledním sloupci pak údaj, kolikrát byl rekord vyrovnán a kdy naposledy:
| Počet | Období                | Související lety | Účastníci letů | Vyrovnání rekordu                                  |
| ----- | --------------------- | --- | --- | -------------------------------------------------- |
| 1     | 12. dubna 1961        | Vostok 1 | Jurij Gagarin | 13x, naposledy v lednu 1969                        |
| 2     | 12.–15. srpna 1962    | Vostok 3, Vostok 4 | Andrijan Nikolajev, Pavel Popovič | 117x, naposledy v prosinci 2009                    |
| 3     | 12.–13. října 1964    | Voschod 1 | Vladimir Komarov, Konstantin Feoktisov, Boris Jegorov | 135x, naposledy v říjnu 2020                       |
| 4     | 15.–16. prosince 1965 | Gemini 7, Gemini 6A | Frank Borman, James Lovell, Wally Schirra, Thomas Stafford | 20x, naposledy v říjnu 2005                        |
| 5     | 12.–13. října 1969    | Sojuz 6, Sojuz 7 | Georgij Šonin, Valerij Kubasov, Anatolij Filipčenko, Vladislav Volkov, Viktor Gorbatko | 42x naposledy od května do srpna 2020              |
| 7     | 13.–16. října 1969    | Sojuz 6, Sojuz 7, Sojuz 8                                                                                                | Georgij Šonin, Valerij Kubasov, Anatolij Filipčenko, Vladislav Volkov, Viktor Gorbatko, Vladimir Šatalov, Alexej Jelisejev | 34x, naposledy od 6. května 2022 do 5. června 2022 |
| 8     | 8.–11. února 1984     | STS-41-B, Sojuz T-10 (Saljut 7)                                                                                          | Vance Brand, Robert Gibson, Ronald McNair, Robert Stewart, Bruce McCandless, Leonid Kizim, Vladimir Solovjov, Oleg Aťkov | 19x, naposledy v listopadu 2016                    |
| 11    | 6.–11. dubna 1984     | Sojuz T-10 (Saljut 7), Sojuz T-11 (Saljut 7), STS-41-C                                                                   | Leonid Kizim, Vladimir Solovjov, Oleg Aťkov, Jurij Malyšev, Gennadij Strekalov, Rákeš Šarma, Robert Crippen, Francis Scobee, Terry Hart, James van Hoften, George Nelson | 9x, naposledy od 27. dubna do 6. května 2022       |
| 12    | 2.–10. prosince 1990  | Sojuz TM-10 (Mir), STS-35, Sojuz TM-11(Mir)                                                                              | Gennadij Manakov, Gennadij Strekalov, Vance Brand, Guy Gardner, Jeffrey Hoffman, John Lounge, Robert Parker, Samuel Durrance, Ronald Parise, Viktor Afanasjev, Musa Manarov, Tojohiro Akijama | 13x, naposledy od 23. do 29. září 2024             |
| 13    | 14.–18. března 1995   | Sojuz TM-20 (Mir), STS-67, Sojuz TM-21 (Mir)                                                                             | Valerij Poljakov, Alexandr Viktorenko, Jelena Kondakovová, Stephen Oswald, William Gregory, John Grunsfeld, Wendy Lawrenceová, Tamara Jerniganová, Samuel Durrance, Ronald Parise, Vladimir Děžurov, Gennadij Strekalov, Norman Thagard                                                                              | 19x, naposledy od 24. do 30. dubna 2025            |
| 14    | 16.–17. září 2021     | Sojuz MS-18, SpaceX Crew-2 (ISS), Šen-čou 12 (TSS), Inspiration4                                                         | Oleg Novickij, Pjotr Dubrov, Mark Vande Hei, Robert Kimbrough, Katherine McArthurová, Akihiko Hošide, Thomas Pesquet, Nie Chaj-šeng, Liou Po-ming, Tchang Chung-po, Jared Isaacman, Sian Proctorová, Hayley Arceneauxová, Christopher Sembroski                                                                      | 12x, naposledy od 1. do 9. srpna 2025              |
| 17    | 30.–31. května 2023   | Sojuz MS-23, SpaceX Crew-6 (ISS), Šen-čou 15 (TSS), Axiom Mission 2 (ISS), Šen-čou 16 (TSS)                              | Sergej Prokopjev, Dmitrij Petělin, Francisco Rubio, Fej Ťün-lung, Teng Čching-ming, Čang Lu, Stephen Bowen, Warren Hoburg, Sultán an-Nejádí, Andrej Feďajev, Peggy Whitsonová, John Shoffner, Alí al-Qarní, Rajjána Barnáwíová, Ťing Chaj-pcheng, Ču Jang-ču, Kuej Chaj-čchao.                                       | zatím nikdy                                        |
| 19    | 11.–15. září 2024     | SpaceX Crew-8 (ISS), Sojuz MS-25 (ISS), Šen-čou 15 (TSS), Boeing Crew Flight Test (ISS), Polaris Dawn, Sojuz MS-26 (ISS) | Oleg Kononěnko, Nikolaj Čub, Matthew Dominick, Michael Barratt, Jeanette Eppsová, Alexandr Grebjonkin, Tracy Caldwellová Dysonová, Jie Kuang-fu, Li Cchung, Li Kuang-su, Barry Wilmore, Sunita Williamsová, Jared Isaacman, Scott Poteet, Sarah Gillisová, Anna Menonová, Alexej Ovčinin, Ivan Vagner, Donald Pettit | zatím nikdy                                        |

Rekordem svého druhu jsou i časové úseky, kdy ve vesmíru nebyl žádný člověk. Od návratu Jurije Gagarina z jeho prvního a jediného letu 12. dubna 1961 taková situace nastala 84x, naposledy v týdnu od 24. do 31. října 2000, mezi přistáním raketoplánu Discovery po letu STS-92 – poslední přípravné misi k Mezinárodní vesmírné stanici (ISS) – a startem Sojuzu TM-31, který na stanici dopravil první stálou posádku. Od 31. října 2000 je tak ISS obsazena lidskou posádkou nepřetržitě již více než 20 let.
Stojí za povšimnutí, že po dosažení rekordního počtu 13 lidí současně pobývajících ve vesmíru se rekordní počet dále nezvyšoval po celých 26 a půl roku. Od roku 2011 nedocházelo ani k vyrovnávání tehdy platného ani předchozích rekordních počtů, což bylo důsledkem ukončení provozu amerických raketoplánů, které vynášely do vesmíru až sedmičlenné posádky. Změna tohoto trendu nastala až s příchodem lodí Crew Dragon, když nejprve na jaře 2021 díky  současným letům SpaceX Crew-1 a SpaceX Crew-2 se čtyřčlennými posádkami (a spolu s tříčlennou posádkou Sojuzu MS-18) byl vyrovnán jeden z předchozích rekordů (11 osob současně), a poté byl na podzim – opět díky dvěma současným letům lodí Crew Dragon – ustaven nový rekord, současný pobyt 14 osob ve vesmíru. Stalo se tak v krátkém časovém úseku, během něhož ve vesmíru pobývaly posádky čtyř kosmických lodí. Krátký soukromý let Inspiration4 zvýšil počet lidí v kosmu na 14 svým startem pouhých 29 hodin předtím, než přistála čínská kosmická loď Šen-čou 12, čímž se lidská přítomnost ve vesmíru snížila z rekordní hodnoty na 11.
Ještě kratší čas pak stačil k dosažení nové mety 30. května 2023. Rekordních 17 lidí současně na oběžné dráze pobývalo v době mezi ranním startem čínské kosmické lodi Šen-čou 16 a návratem soukromé Axiom Mission 2 zpět na Zemi o 24 hodin později. 
Historicky opakovaně nastaly situace, kdy ve vesmíru poprvé pobývalo 6 (celkem 73x, poprvé v listopadu 1982, naposledy v listopadu 2021), 9 (42x, poprvé v srpnu 1984, naposledy v září 2019), 10 (celkem 60x, poprvé v červenci 1994, naposledy v současnosti, od 9. srpna 2025), 15 (dosud jednou, od 15. do 23. září 2024) nebo 16 lidí (dosud jednou, od 10. do 11. září 2024). Ve vývoji rekordu se však neprojevily, protože v době jejich uskutečnění již platil rekord s vyšší hodnotou (další podrobnosti v samostatném článku). 

## Lidé, kteří absolvovali let ve více typech kosmických lodí
Z kosmonautů a astronautů, kteří absolvovali více než jeden kosmický let, letěla velká část jen v jednom typu kosmické lodi nebo raketoplánu. 
Menší skupina, ale stále desítky lidí, letěla ve dvou typech lodí. Prvním z nich – a současně prvním člověkem, který se vydal do vesmíru podruhé – byl v roce 1965 astronaut Gordon Cooper jako člen posádky Gemini 5 poté, co o 2 roky dříve vykonal svůj první let v kabině Mercury na misi Mercury-Atlas 9 (Faith 7). Také vůbec první americký astronaut John Glenn navázal na svůj první letu v programu Mercury-Atlas 6 (Friendship 7) v roce 1962 navázal misí v jiné technologii, ale mnohem později než Cooper, v roce 1998 v misi STS-95 raketoplánu Space Shuttle v roce 1998. Různých podobných kombinací je v historii zaznamenána bezmála desítka, nejčastěji (bezmála 30 lidí) kosmonauti a astronauti zkombinovali raketoplán Space Shuttle a kosmickou loď Sojuz v době, kdy tyto stroje společně obsluhovaly vesmírnou stanici Mir a později Mezinárodní vesmírnou stanici. Přes 10 astronautů také postupně zažilo lety v lodích Gemini a Apollo. 
Tato tabulka shrnuje všechny případy, pouhou hrstku astronautů, kteří se do vesmíru a z vesmíru dostali s pomocí 3 nebo dokonce 4 technologií. Právě případ Sunity Williamsové a Barry Wilmora je zajímavý tím, že při startu (v obou případech jejich 3. letu) seděli vedle sebe jako testovací astronauti jedné technologie (Boeing Starliner), ale při cestě zpátky na Zemi se ze stejné mise „svezli” v náhradní kosmické lodi Crew Dragon, protože NASA neshledala Starliner pro návrat dostatečně bezpečným. Všichni astronauti se třemi a více technologiemi se současně mohou pochlubit tím, že vyzkoušeli všechny tři používané způsoby přistání – po klouzavém letu na pevné přistávací dráze (Space Shuttle), na padácích na pevnou zemi (Sojuz) i na padácích na vodní hladinu (Crew Dragon).
| počet | použité technologie                                                         | astronaut             | rok prvního letu          |
| ----- | --------------------------------------------------------------------------- | --------------------- | ------------------------- |
| 4     | Space Shuttle, Sojuz, Starliner (pouze start), Crew Dragon (pouze přistání) | Sunita Williamsová    | 2006 – 2012 – 2024 – 2025 |
| 4     | Space Shuttle, Sojuz, Starliner (pouze start), Crew Dragon (pouze přistání) | Barry Wilmore         | 2009 – 2014 – 2024 – 2025 |
| 3     | Mercury, Gemini, Apollo                                                     | Walter Schirra        | 1962 – 1965 – 1968        |
| 3     | Gemini, Apollo, Space Shuttle                                               | John Young            | 1965 – 1969 – 1981        |
| 3     | Space Shuttle, Sojuz, Crew Dragon                                           | Sóiči Noguči          | 2005 – 2009 – 2020        |
| 3     | Space Shuttle, Sojuz, Crew Dragon                                           | Robert Kimbrough      | 2008 – 2016 – 2021        |
| 3     | Space Shuttle, Sojuz, Crew Dragon                                           | Akihiko Hošide        | 2008 – 2012 – 2021        |
| 3     | Space Shuttle, Sojuz, Crew Dragon                                           | Thomas Marshburn      | 2009 – 2012 – 2022        |
| 3     | Space Shuttle, Sojuz, Crew Dragon                                           | Michael López-Alegría | 1995 – 2006 – 2022        |
| 3     | Space Shuttle, Sojuz, Crew Dragon                                           | Kóiči Wakata          | 1996 – 2013 – 2022        |
| 3     | Space Shuttle, Sojuz, Crew Dragon                                           | Peggy Whitsonová      | 2002 – 2007 – 2023        |
| 3     | Space Shuttle, Sojuz, Crew Dragon                                           | Michael Barratt       | 2009 – 2011 – 2024        |